# Halterofilismo nos Jogos Paralímpicos de Verão de 2012 - Até 44 kg feminino
A disputa da categoria até 44 kg feminino foi realizada no dia 31 de agosto no Complexo ExCel, em Londres.

## Medalhistas
| Ouro   | NGR Ivory Nwokorie   |
| Prata  | TUR Çiğdem Dede      |
| Bronze | UKR Lidiia Soloviova |

## Formato de competição
Cada atleta tem 3 tentativas para efetuar um movimento válido. Uma quarta tentativa será permitida apenas se a atleta tiver a intenção de quebrar um recorde mundial ou paralímpico, no entanto, essa quarta tentativa não contará para o resultado final. Se houver empate entre duas ou mais atletas, prevalecerá aquela que tiver a menor massa corporal.

## Recordes
| Recorde mundial     | 127,5 kg | NGR Lucy Ejike | Atenas, Grécia | 20 de setembro de 2004 |
| Recorde paralímpico | 127,5 kg | NGR Lucy Ejike | Atenas, Grécia | 20 de setembro de 2004 |

Nenhum recorde foi quebrado nesta competição.

## Resultados
| Pos.   | Atleta                   | Massa corporal (kg) | Tentativas (kg) | Tentativas (kg) | Tentativas (kg) | Tentativas (kg) | Resultado (kg) |
| Pos.   | Atleta                   | Massa corporal (kg) | 1               | 2               | 3               | 4               | Resultado (kg) |
| ------ | ------------------------ | ------------------- | --------------- | --------------- | --------------- | --------------- | -------------- |
| Ouro   | NGR Ivory Nwokorie       | 43,10               | 109,0           | 113,0           | 113,0           | –               | 109,0          |
| Prata  | TUR Çiğdem Dede          | 42,98               | 106,0           | 105,0           | 100,0           | –               | 105,0          |
| Bronze | UKR Lidiia Soloviova     | 43,43               | 100,0           | 103,0           | 104,0           | –               | 100,0          |
| 4      | EGY Zeinab Oteify        | 42,76               | 95,0            | 95,0            | 95,0            | –               | 95,0           |
| 5      | POL Justyna Kozdryk      | 43,21               | 95,0            | 100,0           | 100,0           | –               | 95,0           |
| 6      | PHI Achelle Guion        | 43,88               | 70,0            | 75,0            | 75,0            | –               | 70,0           |
| 7      | KAZ Kabira Askarova      | 43,97               | 65,0            | 68,0            | 71,0            | –               | 65,0           |
| —      | MEX Laura Cerero Gabriel | 43,19               | 100,0           | 100,0           | 103,0           | –               | —              |

Legenda
| Recorde mundial      | Recorde mundial (World record)               |                       | Recorde africano                      | Recorde africano (African) |                                           | Q | Classificado por posição (Qualified) |
| Recorde paralímpico  | Recorde paralímpico (Paralympic record)      | Recorde da América    | Recorde da América (Americas)         | q                          | Classificado por melhor tempo (Qualified) |   |                                      |
| Melhor marca do ano  | Melhor marca do ano (World leading)          | Recorde asiático      | Recorde asiático (Asian)              | DNS                        | Não largou (Did not start)                |   |                                      |
| Recorde nacional     | Recorde nacional (National record)           | Recorde europeu       | Recorde europeu (European)            | DNF                        | Não terminou (Did not finish)             |   |                                      |
| Recorde pessoal      | Recorde pessoal do atleta (Personal best)    | Recorde da Oceania    | Recorde da Oceania (Oceania)          | DSQ / DQ                   | Desclassificado (Disqualified)            |   |                                      |
| Recorde da temporada | Recorde da temporada do atleta (Season best) | Recorde sul-americano | Recorde sul-americano (South America) | NM                         | Sem marca (No mark)                       |   |                                      |